# Platypalpus strakai
Platypalpus strakai is een vliegensoort uit de familie van de Hybotidae. De wetenschappelijke naam van de soort is voor het eerst geldig gepubliceerd in 1989 door Chvala.